# Robert Merle
Robert Merle (28. august 1908 i Tébessa – 28. marts 2004 i Grosrouvre) var en fransk forfatter, der i 1949 fik Goncourtprisen for romanen Week-end à Zuydcoote.

## Titler oversat til dansk
- Den blufærdige romerinde (1989)
- Den sidste week-end (1950)